# FK Příbram
FK Příbram – czeski klub piłkarski z siedzibą w Przybramie, powstały w 1996 z połączenia klubów FC Portal Příbram i Dukla Praga, której sportowe tradycje kontynuuje.

## Nazwy historyczne
Nazwy klubu FC Portal Příbram
- 1928 — powstanie klubu TJ Uranové Doly Příbram
- 1968 — Baník Příbram
- 1972 — SK Uranové Doly Příbram
- 1994 — FC Portal Příbram

Nazwy klubu Dukla Praga
- 1948 — ATK Praha (Armádní tělocvičný klub Praha)
- 1953 — ÚDA Praha (Ústřední dům armády Praha)
- 1956 — VTJ Dukla Praha (Vojenská tělovýchovná jednota Dukla Praha)
- 1976 — ASVS Dukla Praha (Armádní středisko vrcholového sportu Dukla Praha)
- 1991 — FC Dukla Praha (Football Club Dukla Praha)
- 1994 — FK Dukla Praha (Fotbalový klub Dukla Praha)
- 1995 — Dukla Praha (Dukla Praha, a.s.)

Wspólna historia obu klubów
- 1996 — po fuzji kluby FC Portal Příbram i Dukla Praga zamieniły się licencjami w ten sposób, że FC Portal Příbram trafił do ČFL a Dukla Praga do 2. ligi
- 1997 — FC Dukla (Football Club Dukla, a.s)
- 1998 — FC Dukla Příbram (Football Club Dukla Příbram, a.s)
- 2000 — FC Marila Příbram (Football Club Marila Příbram, a.s)
- 2002 — FK Marila Příbram (Fotbalový klub Marila Příbram, a.s.)
- 2008 — 1. FK Příbram (1. Fotbalový klub Příbram, a.s.)
- 2022 — FK Viagem Příbram (Fotbalový klub Viagem Příbram, a.s.)
- 2023 — FK Příbram (Fotbalový klub Příbram, a.s.)

## Europejskie puchary
Legenda do wszystkich tabel:
- Q – runda eliminacyjna, 1/16, 1/8, 1/4, 1/2 – odpowiednia faza rozgrywek, Grupa – runda grupowa, 1r gr – pierwsza runda grupowa, 2r gr – druga runda grupowa, F – finał, R – runda, PO – play-off
- k. – rzuty karne, los. – losowanie, Dogr. – dogrywka, w. – zasada bramek strzelonych na wyjeździe

| Sezon   | Rozgrywki        | Runda | Przeciwnik  | Dom | Wyjazd | Ogólnie |
| ------- | ---------------- | ----- | ----------- | --- | ------ | ------- |
| 2000    | Puchar Intertoto | 2R    | Linzer ASK  | 3–2 | 1–1    | 4–3     |
| 2000    | Puchar Intertoto | 3R    | Aston Villa | 0–0 | 1–3    | 1–3     |
| 2001/02 | Puchar UEFA      | 1R    | CS Sedan    | 4–0 | 1–3    | 5–3     |
| 2001/02 | Puchar UEFA      | 2R    | PAOK FC     | 2–2 | 1–6    | 3–8     |

## Skład na sezon 2017/2018
| Nr | Poz. | Piłkarz                                     |
| -- | ---- | ------------------------------------------- |
| 1  | BR   | Marek Boháč                                 |
| 3  | PO   | Roman Květ                                  |
| 4  | OB   | Roman Vavra                                 |
| 5  | OB   | Tomáš Zápotočný                             |
| 7  | PO   | Emmanuel Antwi (wypożyczony z Slavii Praga) |
| 8  | PO   | David Kilián                                |
| 9  | PO   | Petr Průcha (wypożyczony z Viktorii Pilzno) |
| 10 | NA   | Miroslav Slepička                           |
| 11 | NA   | Martin Klán                                 |
| 12 | PO   | Jan Vejvar (wypożyczony ze Slavii Praga)    |
| 14 | NA   | Karsten Ayong                               |
| 15 | NA   | Antonin Fantis (wypożyczony z Fastavu Zlín) |
| 16 | PO   | Jiří Januška                                |

| Nr | Poz. | Piłkarz           |
| -- | ---- | ----------------- |
| 17 | PO   | Jan Matousek      |
| 18 | PO   | Lukas Ric         |
| 19 | PO   | Rudolf Skácel     |
| 20 | PO   | Jaroslav Tregler  |
| 22 | NA   | Matej Schwendt    |
| 23 | OB   | Marek Kodr        |
| 24 | NA   | Rostislav Jandera |
| 25 | OB   | Karel Soldat      |
| 26 | BR   | Ondřej Kočí       |
| 27 | PO   | Peter Grajciar    |
| 28 | PO   | Filip Hlúpik      |
| 44 | BR   | Milan Švenger     |